# Університет імені Симона Болівара
Університет імені Симона Болівара (ісп. Universidad Simón Bolívar, USB) — публічний інститут науково-технічної спрямованості, розташований у Каракасі. Це державна установа, розділена на дві філії: одна в штаті Міранда, а іншу в штаті Варгас.
Університет розпочав академічну діяльність у 1970 році в долині Сартенехас у Каракасі, а через сім років — у долині Камурі-Гранде у Варгасі. Нині має ці два місця розташування. Його ректорат є штаб-квартирою Сартенехас, розташованою в муніципалітеті Барута штату Міранда. 
Згідно з дослідженням QS World University Rankings 2015 року, USB посідає 2-ге місце в національному рейтингу, а в Латинській Америці — 34-те місце.

## Напрямки навчання
- Коледж наук:
  - Біологія
  - Математика
  - Фізика
  - Хімія

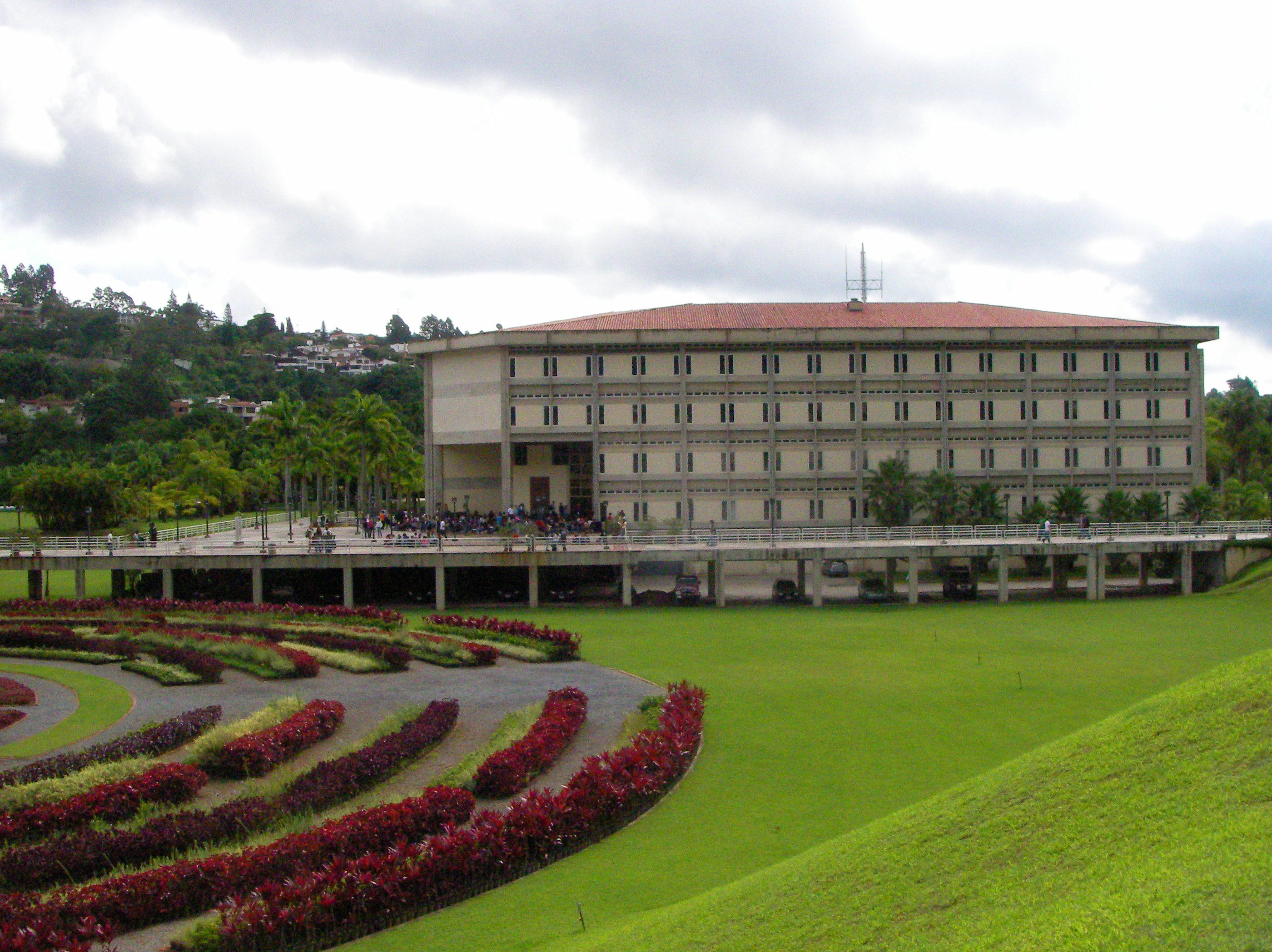
Бібліотека

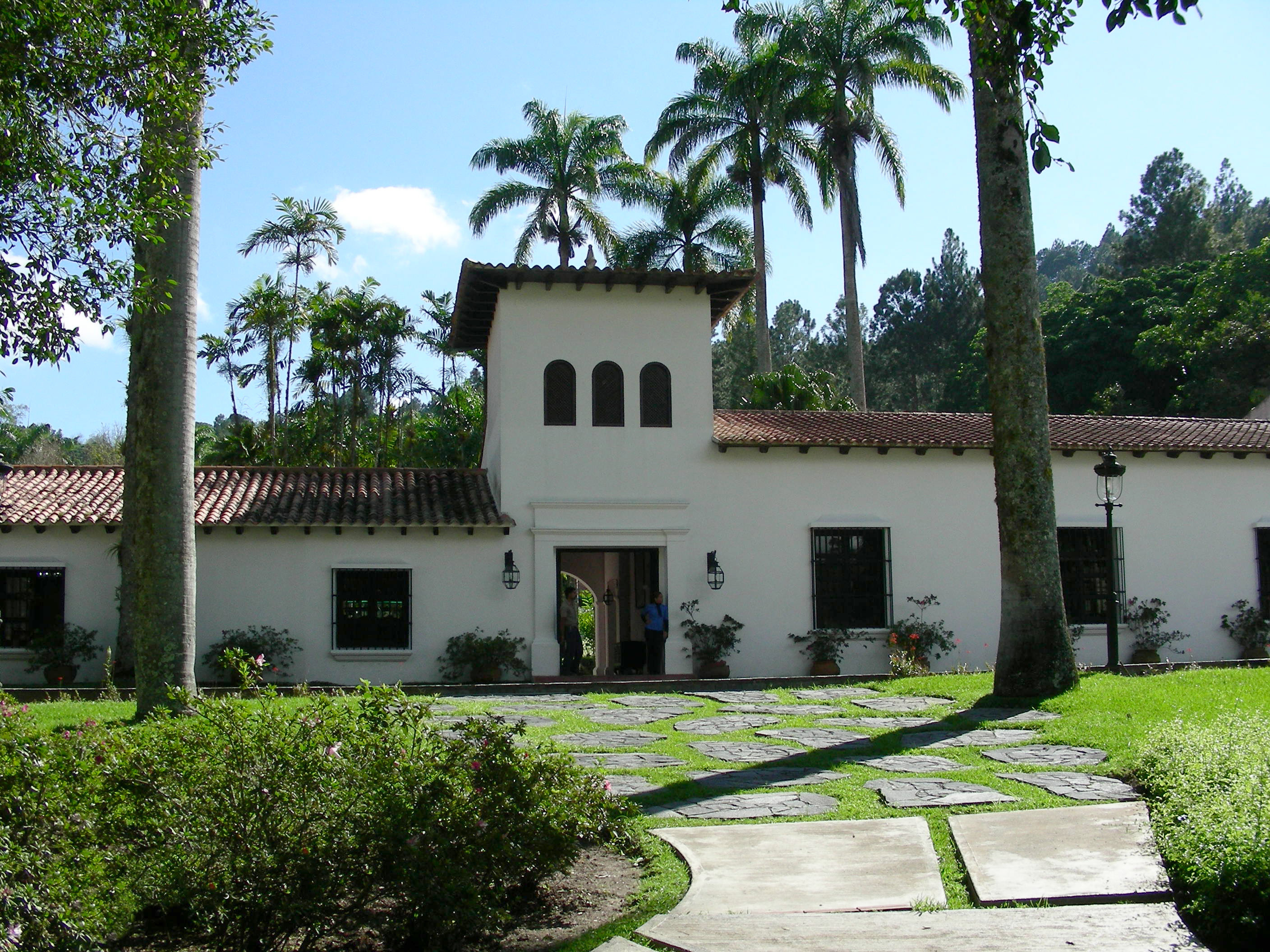
Ректорат

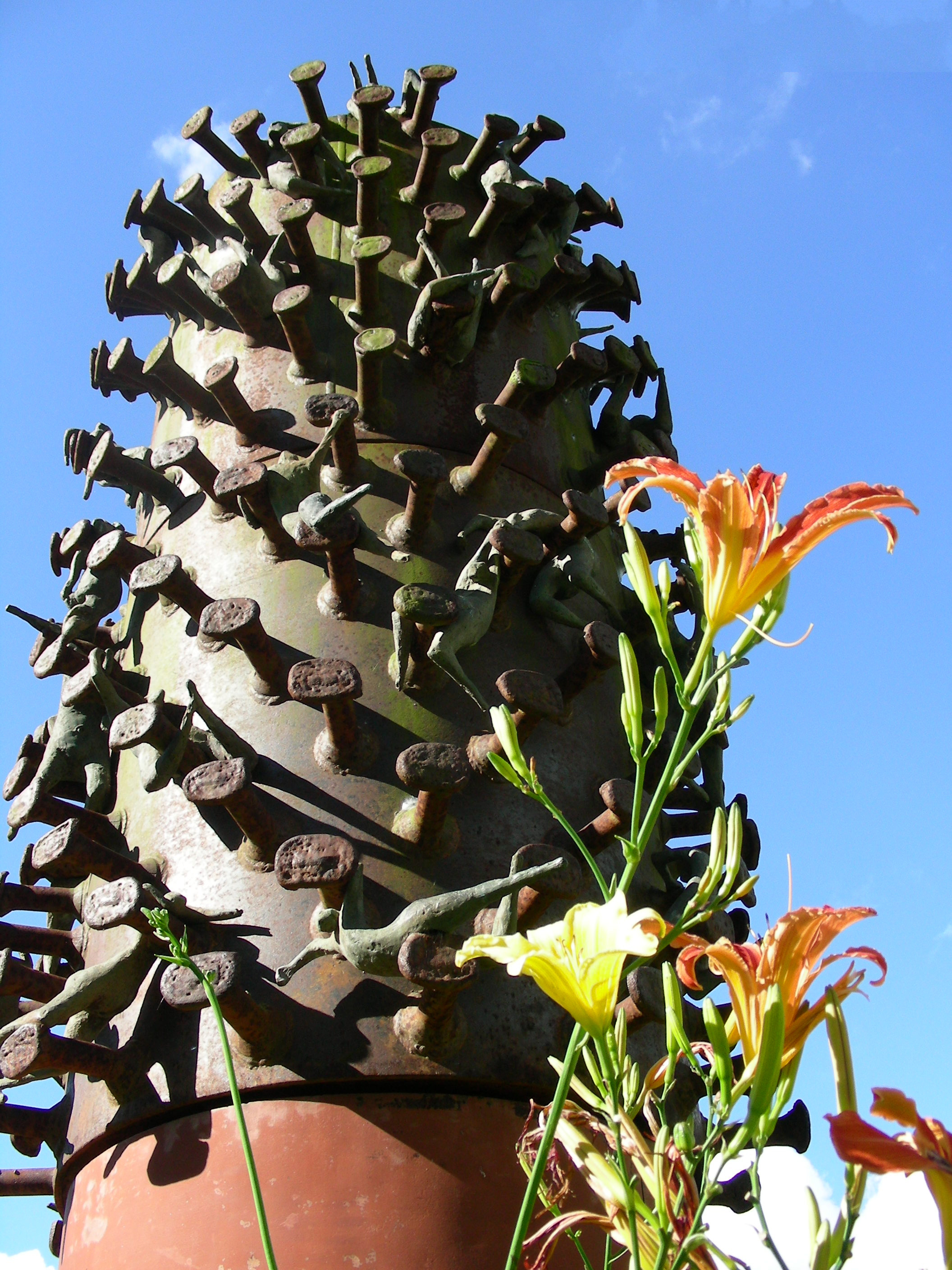

- Коледж архітектури й містобудування:
  - Архітектура
  - Міське планування і дизайн
- Технічний коледж:
  - Геофізика
  - Електроенергетика
  - Електроніка
  - Інформатика
  - Механіка
  - Хімія
  - Промисловість
  - Телекомунікації
- Споріднені спеціальності:
  - Електрика
  - Електроніка
  - Механіка
  - Аеронавтика
  - Готельний бізнес
  - Туризм
  - Транспорт
  - Менеджмент